# Bensonville
Bensonville là thành phố thủ phủ của hạt Montserrado, Liberia. Thủ đô của Liberia, Monrovia, cũng nằm trong hạt Montserrado. Bensonville có cự ly 20 dặm từ Monrovia. Thành phố này là một trung tâm thương mại cho khu vực nông nghiệp xung quanh.
Đây là nơi sinh của William R. Tolbert, Jr, tổng thống thứ 20 của Liberia. Trước khi ông bị giết trong một cuộc đảo chính vào năm 1980, Tolbert đã lên kế hoạch để làm cho Bensonville trở thành thành phố thủ đô mới của Liberia.
Trước khi cuộc chiến tranh dân sự Liberia, hoạt động công nghiệp của Bensonville bao gồm sản xuất gạo, gỗ xẻ, xà phòng, chất dẻo, sơn, đồ nội thất và đồ đạc, block xi măng, dầu, chế biến cá và kẹo.